# Adeos
Adeos (Adaptive Domain Environment for Operating Systems) és un hipervisor, permetent executar en una mateixa màquina diversos sistemes operatius o diverses instàncies d'un mateix, especialment pensat per a sistemes de temps real.
Adeos permet l'existència de diversos dominis prioritzats en un mateix maquinari.
Adeos ha estat inserit amb èxit com a capa d'abstracció de maquinari (HAL) de Linux oferint la possibilitat de simultaniejar Linux i sistemes de tempos real.
Inusualment, Adeos pot ser incorporat pel Linux com un mòdul de nucli (ang: kernel loadable module).
Adeos és utilitzat per RTAI/Xenomai per facilitar-ne la integració amb Linux.

## Arquitectura
Adeos implementa una cua de senyals d'interrupció anomenada I-pipe. Cada cop que un perifèric envia un senyal al maquinari Adeos desperta per ordre cada sistema operatiu, que decideix si accepta o no el senyal i si el finalitza. Els senyals no acceptats o no finalitzats es passen al següent sistema operatiu segons l'ordre establert.